# Nooitgedachtland

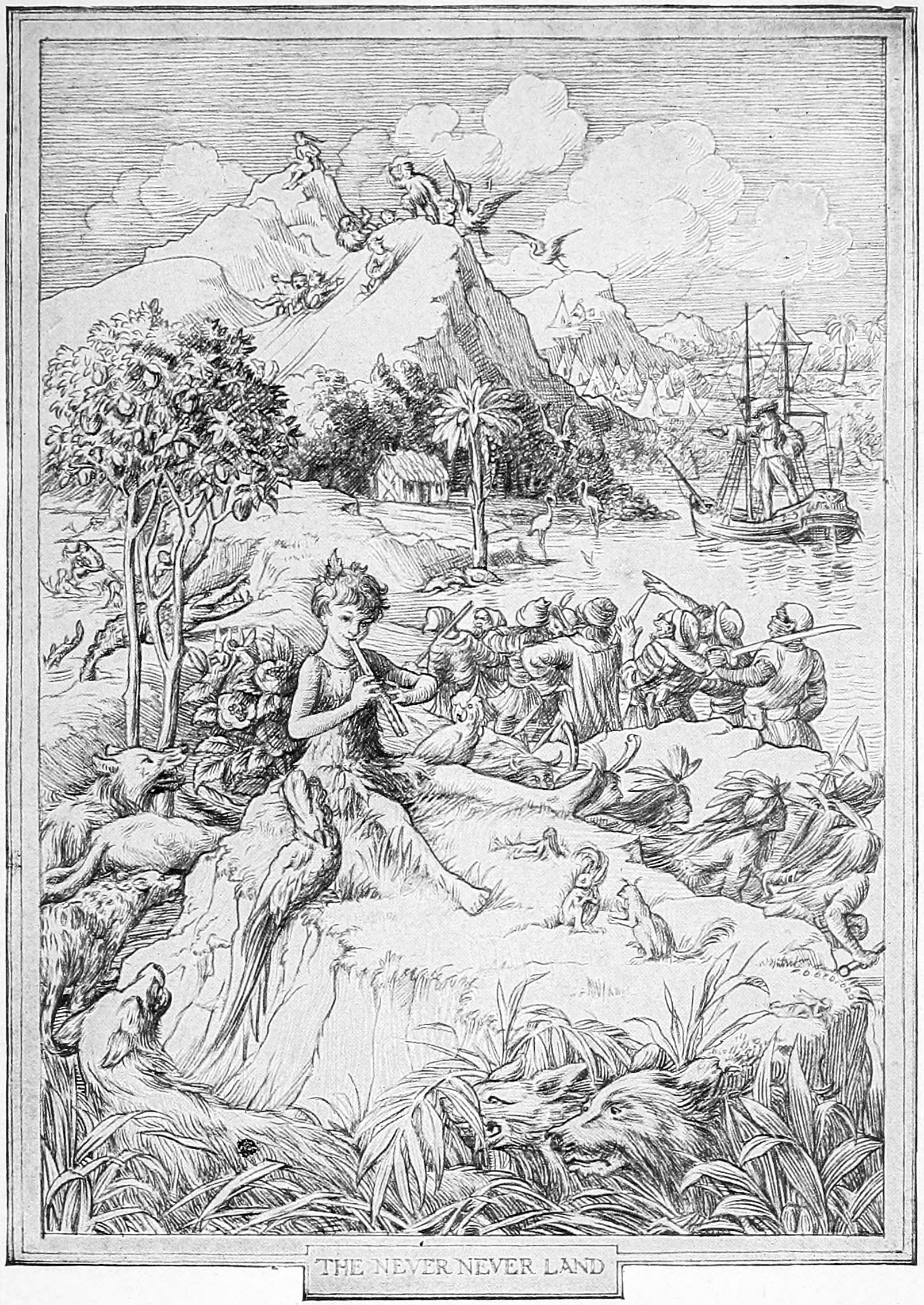
Peter Pan in Nooitgedachtland, afgebeeld door F.D. Bedford in Peter and Wendy van James Barrie uit 1911

Nooitgedachtland of ook wel Nimmerland (Neverland of Never Never Land in het Engels) is in de verhalen over Peter Pan het land waar Peter Pan woont.
Peter Pan woont daar met de Verloren Jongens (de Lost Boys), die in een altijddurend gevecht met Kapitein Haak (Captain Hook) zijn verwikkeld.
Peter Pan haalt op een nacht, samen met elfje Tinkelbel, Wendy Schat (Wendy Darling) uit haar vertrouwde slaapkamer om in Nooitgedachtland voor hem en de Verloren Jongens te zorgen. Wendy ontdekt dat vele dingen in deze nieuwe omgeving heel anders verlopen en met Tinkerbel en Tijgerlelie kan ze niet altijd even goed opschieten.
Enkele locaties in Nooitgedachtland zijn:
Wendy's Huis, Meerminnen Lagune, Berg Neverpeak en Pixie Hollow.

## Trivia
- Michael Jackson heeft zijn landgoed Neverland Ranch naar dit land genoemd.
- Nooitgedachtland heeft veel overeenkomsten met andere sprookjeslanden, zoals het Wonderland in Alice in Wonderland.